# リン・ヒラリー
リン・ヒラリー（Lynn Hilary、1982年4月21日- ）は、アイルランド出身のソプラノ歌手。

## 略歴
ダブリン技術学院（現在のダブリン工科大学）の音楽演劇学科で声楽（ソプラノ）を専攻、2004年6月に音楽パフォーマンスの学士号を取得して卒業。最初はクラシック音楽を歌っていたが、『自分の自然な声域を使えるように』とケルト音楽に転向した。彼女に影響を与えた歌手としてマイケル・ジャクソン、ジョニ・ミッチェル、カレン・カーペンターが挙げられている。

## アヌーナ
2000年からアイルランドの音楽グループ『アヌーナ』でリードヴォーカリストを務めた。グループと共にアメリカ合衆国、モロッコ、オランダ、フィンランドをツアーし、聖歌隊と一緒に歌い、アルバムのうち6枚にソリストとして出ている。『Invocation』（2001年）、『Winter Songs』（2001年）、『Behind the Closed Eye』（2002年）、『Sensation』（2006年）、『Illumination』（2012年）、『Revelation』（2015年）の6枚のアルバムにソリストとして参加している。また、ディアブロIIIのサウンドトラックにもソリストとして参加している。
2006年、リバーダンスに参加し スペシャル・オリンピックの開幕式では、リバーダンスのリードヴォーカルとして歌を披露した。
2007年から脱退したメイヴ、ヘイリーに代わり、ケルティック・ウーマンに参加したが、2010年に家族を優先するために一時、ケルティック・ウーマンを脱退する。そのため、公式ホームページには名前、写真が表記されている。ヒラリーの代わりに起用されたリサ・ラムが2014年の春の間に休暇を取得したため、その代理として2015年春まで10周年ツアーに参加した。
2011年、ニコラス・ルイス、レベッカ・ウィンクウォースと共にブルー・ベルズとして歌手活動を行っている。2012年には『The Roots of Ireland』というコンサートを行う。

## ケルティック・ウーマン
2007年、長年ケルティック・ウーマンのメンバーであったメイヴ・ニー・ウェールカハは、ソロ活動に専念するためにグループを脱退することを決意した。その結果、ヒラリーは2007年10月10日にフロリダ州エストロで開催されたツアー『A New Journey』に参加するためにグループに参加した。2004年の結成以来、初めてのフルタイムの新メンバーとなった。
ヒラリーはこれまでに『Celtic Woman: The Greatest Journey』、『Celtic Woman: Songs from the Heart』、『Celtic Woman: Lullaby』、日本で発売された『Believe ～永遠の絆』に参加した。2009年夏にパワーズコート・ハウス＆ガーデンズで撮影されたPBSのスペシャル/DVD『Celtic Woman: Songs from the Heart』に参加したこともある。 また、『A New Journey, Isle of Hope, and Songs from the Heart』という3つのツアーにも参加している。
2010年11月に行われた『ケルティック・ウーマン』のオーストラリア・ツアーに続いて、ヒラリーはケルティック・ウーマンを脱退し、故郷のアイルランドの生活に戻ることを発表した。ヒラリーの後任として女優のリサ・ランベがセルティック・ウーマンのラインナップに加わった。2014年2月14日、リンが3月のエメラルド・ツアーのためにセルティック・ウーマンに復帰する一方、リサ・ランベは短期間の休職に入ることが発表された。リサ・ランベは2014年の秋と冬の2回のツアーで復帰したが、2015年はソロ活動に専念することを発表していた。リンは2015年1月に始まり2015年に終了した10周年記念ツアーの一環として、ケルト・ウーマン・テンスと再びツアーを行った。

## その他の参加
2003年にダブリンのクローク・パークで開催されたスペシャルオリンピックスの開会式でリバーダンスの『Cloudsong』をリードボーカルで披露し、2006年にはソリストとしてリバーダンスと共に全米ツアーを行った。2008年にはソロアルバム『Take Me With You』をリリース。
2011年9月には、現在のアヌーナのメンバーであるニコラ・ルイスとレベッカ・ウィンクワースの2人と共に、アイルランドの歌謡トリオ『ブルーベルズ』のメンバーとして音楽活動に復帰した。
2012年に公開された予告編によると、ヒラリーは『The Roots of Ireland』と題された新しいショーにソリストとして参加する予定だったが、その後はリバーダンスに復帰している。リサ・ノーランとアヌーナのシンガー仲間のレベッカ・ウィンクワースが参加していたバビロン・シスターズ（Babylon Sisters）という音楽グループのメンバーだった。ウィンクワースがケルティック・ナイツのツアーに参加するために脱退し、ヒラリーがリバーダンスのツアーに参加するためにグループは解散した。
2013年、ヒラリーは2ndアルバム『Saturn Return』を音楽のオンライン配信であるCD Babyラベルのもとでレコーディングした。このアルバムは『ジャズでフォーキーなオリジナル曲』で構成されており、『最初のサターン・リターンまでの人生を解釈したもの』となっている。このアルバムは、人生の最初の30数年を振り返り、そこから学んだ教訓をもとに自分自身を変革する機会を表現している。
2016年7月11日、ヒラリーが新グループ『カラヌア（CaraNua）』を結成することが発表された。このグループには元ケルティック・ウーマンのシンガー、アレックス・シャープと元ケルティック・ウーマンの聖歌隊メンバー、エデル・マーフィーも参加している。

## ディスコグラフィ

### ソロ
- 『Take Me With You』（2008年）
- 『Saturn Return』（2013年）

### ケルティック・ウーマン
- 『Celtic Woman: The Greatest Journey』（2008年10月）
- 『Celtic Woman: Songs from the Heart』（2010年1月）
- 『Celtic Woman: Lullaby』（2011年2月）

### カラヌア
- 『Favorite Hymns』（2017年11月）
- 『Celtic Dreaming』（2019年）
- 『A Celtic Christmas』（2019年）

### アヌーナ
- 『Invocation』（2002年）
- 『Winter Songs』（2002年）
- 『Behind the Closed Eye』（2003年）
- 『Sensation』（2006年）
- 『Invocations of Ireland』 (2009年）
- 『Illumination』（2012年）
- 『Revelation』（2015年）

### Colm Ó Foghlú
- 『Mass of the Angels』（2011年）
- 『The Star Of Bethlehem: A Celtic Christmas Oratorio』（2015年）

### リバーダンス
- 『Riverdance: Music from the Show』（2005年）